# Summer Smith
Summer Smith es uno de los personajes principales de la serie animada de televisión estadounidense Rick y Morty. Creada por Justin Roiland y Dan Harmon, Summer es una adolescente convencional y, a menudo, superficial e inicialmente de 17 años (también desde la temporada 6 tiene 18), que está obsesionada con mejorar su estatus social entre sus compañeros. Conocido por su personalidad inteligente y humorística y por su gran destreza, el personaje ha sido bien recibido. Ella es la hermana mayor bien intencionada e inteligente de Morty Smith, la hija de Jerry y Beth Smith, la nieta del científico loco Rick Sánchez y la tía madre de Naruto Smith .
Después de que Rick y Morty abandonaran su realidad original en el episodio de la primera temporada «Rick Potion #9», se presenta una nueva Summer idéntica a la original; Se muestra que la Primer Summer original gobierna un páramo posapocalíptico con sus padres en el episodio de la tercera temporada «The Rickshank Rickdemption», antes de morir en la serie de cómics Rick y Morty, la última de las cuales establece además que Summer es pansexual, una rasgo de carácter que luego se incorporó a la representación de su serie de televisión.

## Características
Es una chica adolescente pelirroja, de estatura promedio y contextura delgada, y piel jengibre, tiene una cabeza ovalada y una nariz puntiaguda.

## Biografía
Summer tiene 18 años y estudia en el instituto Harry Herpson junto a su hermano pequeño Morty. Ocasionalmente expresa sus celos de que Morty pueda acompañar a Rick en sus aventuras interdimensionales, a quien ve como un héroe, aunque a menudo se muestra despectivo y desconsiderado con su perspectiva de vida y sus valores de adolescente. A medida que avanza la serie, Summer comienza a acompañar a Rick y Morty en sus aventuras y se le confía la restauración de sus recuerdos en el caso de que la pareja quede amnésica.

## Desarrollo
La actriz de voz de Summer Smith, Spencer Grammer, declaró en una entrevista con Looper que la evolución «gradual» del personaje, que pasó de ser un personaje secundario a uno principal a lo largo de la serie, y que Dan Harmon atribuyó su interpretación vocal al aumento del papel del personaje:

«No era necesariamente consciente de que estaba teniendo ese tipo de influencia [en el personaje], pero me encanta ponerle voz a Summer y me encanta actuar. Así que es muy bonito cuando haces algo que te gusta y otras personas pueden encontrar inspiración en ello también».
Nick Venable

## Recepción
El personaje ha recibido una acogida positiva. The Mary Sue elogió a Summer como «el personaje femenino más interesante que ha aparecido en Adult Swim [y] un gran ejemplo de juventud femenina poderosa y divertida». The A.V. Club elogió «[cómo] Summer pasa de ser un personaje secundario divertido y ocurrente a ser un participante notablemente más activo en las travesuras intergalácticas y una gran pensadora» a lo largo de la serie, y afirma que «lo que la hace tan fascinante es que algunas de las cosas que serían denostadas en otros personajes femeninos jóvenes a menudo la convierten en la persona más inteligente de la habitación. El hecho de que se preocupe por ser social y popular la convierte en la más simpática. Suele entender mejor que nadie cómo funciona la gente». Inverse declaró que «Sin duda, Summer es el personaje más relatable de Rick y Morty», mientras que SyFy la describió como mejor protagonista que su hermano Morty, alabando su mayor protagonismo en la serie a medida que avanza.